# Vice Vukov
Vinko "Vice" Vukov (Šibenik, 3. kolovoza 1936. – Zagreb, 24. rujna 2008.), bio je hrvatski estradni umjetnik, publicist i političar.

## Početak pjevačke karijere
Vice Vukov rođen je u Šibeniku u peteročlanoj obitelji Amelije i Stjepana Vukova. Stjepan je bio porijeklom sa Zlarina, dok je Amelija (rođ. Marenci) potjecala iz stare šibenske obitelji. Prvi put je zapjevao kao gimnazijalac 1953. u opereti "Ševa", gdje je pjevao Janka, drugu mušku ulogu. Iste godine, u dobi od 17 godina, bio je izbačen iz šibenske gimnazije i Saveza omladine jer je u jednom sastavku napisao da se u Rusiji 1917. dogodila pobuna, a ne revolucija. Godine 1955. dolazi u Zagreb gdje prvo upisuje kemiju, ali već iduće godine i mijenja studij te upisuje filozofiju i talijanski jezik na Filozofskom fakultetu. Uključuje se i u studenski KUD "Ivan Goran Kovačić" gdje upoznaje svoju buduću suprugu, životnu suputnicu i srodnu dušu Dianu. Njegova glazbena karijera počinje početkom 1959. pozivom na jednu audiciju nakon koje mu pristupa direktor Opatijskog festivala Josip Stojanović i nudi nastup na festivalu. U Opatiji nastupa iste godine s pjesmom Mirno teku rijeke te osvaja prvo mjesto i praktički preko noći postaje najpoznatiji glazbenik u Jugoslaviji.

## Zlatno doba
Šezdesetih godina bio je jedan od najnagrađivanijih domaćih pjevača. Dobitnik je mnogih priznanja: Zlatnoga vijenca tjednika Studio kao najpopularnije lice TV ekrana u Jugoslaviji (1968., 1970., 1971.) te mnogobrojnih prvih nagrada na festivalima: Split (1965., 1966., 1967., 1968., 1970.), Krapina (1967., 1968., 1969., 1970.), Putujući festival "Pjesma ljeta" (1968.), Zagreb (1961., 1969., 1970.), Zlatne žice Slavonije (1969., 1970.) Dva puta je predstavljao Jugoslaviju na Euroviziji, u Londonu 1963. s pjesmom "Brodovi" i u Napulju 1965. s pjesmom "Čežnja". Nastupao je u gotovo svim gradovima Jugoslavije i u mnogim stranim zemljama, poput SAD-a, Kanade, Brazila, SSSR-a, Engleske, Francuske, Njemačke, Japana, Novog Zelanda, Australije. Za svoje karijere snimio je preko 400 skladbi.

## Progon i emigracija
Nakon što je 1967. na Krapinskom festivalu otpjevao pobjedničku pjesmu "Vužgi" i pri preuzimanju nagrade rekao da mu je "bila posebna čast odjenuti tu krasnu hrvatsku narodnu nošnju", postao je politički sumnjiv. Godine 1968. sudjeluje na putujućem festivalu "Pjesma ljeta", prilikom čega su mu organizatori iz beogradske Politike uručili bedž s natpisom na ekavici koji je morao nositi. Vukov je zatražio da u svakoj republici nosi bedž na jeziku i pismu te republike, što je uzrokovalo daljnje neugodnosti. Beogradske novine NIN od 13. listopada 1968. javno optužuju Vukova za šovinizam i nacionalizam, nakon čega reagira republičko tužiteljstvo SR Hrvatske, podižući optužnicu koja je na sudu ipak propala. 1970. organizatori su na Krapinskom festivalu htjeli trobojnu hrvatsku vrpcu s narodne nošnje koju su nosili izvođači okrenuti naopako, kako bi pred Titom izgledala kao jugoslavenska, no Vice Vukov je takvu nošnju odbio. Tijekom 1970. njegove se pjesme skidaju s programa Radija Sarajevo, kasnije i s ostalih radiopostaja u BiH, te su mu u toj republici zabranjeni nastupi. Pozivi za festivale pristižu sve rjeđe, zabranjena su mu gostovanja na televiziji, a već snimljene emisije se bunkeriraju. Progon poprima razmjere histerije, a Vukov se u tisku otvoreno naziva nepoželjnim pjevačem te se ignoriraju njegovi nastupi i uspjesi. U tom razdoblju postao je simbol Hrvatskog proljeća i masovnog pokreta, a bio je i član uredničkog vijeća Hrvatskog tjednika. 11. siječnja 1972. za velikog vala uhićenja proljećara tadašnja milicija mu pretresa stan. U to vrijeme Vukov se nalazio na turneji po Australiji te se nakon supruginog upozorenja, u strahu od progona vlasti, ne vraća u Jugoslaviju, već odlazi u Pariz. U isto vrijeme, sve njegove ploče bile su odmah povučene iz trgovina.
Tijekom boravka u Parizu diplomirao je na Institutu za visoke međunarodne studije (Institut des Hautes Etudes Internationales) u okviru Sveučilišta prava, ekonomije i društvenih znanosti. 1976., nakon smirivanja situacije, odlučuje se vratiti u Zagreb. Tada je već njegova glazbena karijera okončana - razni festivali su mu zatvorili vrata, a bilo mu je zabranjeno javno nastupati. Vukov završava studij na Filozofskom fakultetu, diplomiravši talijanski jezik i filozofiju. Nakon završetka studija traži posao, ali zbog sudjelovanja u Hrvatskom proljeću jako ga teško nalazi. 1978. uspijeva pronaći posao u Nakladnom zavodu Matice hrvatske. Nastupi i putovanja bili su mu onemogućeni sve do 1989. Te iste godine izlazi mu album s novim pjesmama, ali bez njegova imena na albumu, što je bio jasan znak njegova povratka. Tijekom 1990. održao je uzastopni niz od 14 rasprodanih koncerata u Koncertnoj dvorani Vatroslav Lisinski, postavivši još nenadmašen rekord.

## Politička karijera u Republici Hrvatskoj
Početkom devedesetih, nakon raspada Jugoslavije i osamostaljenja Hrvatske, bio je blizak s tadašnjim predsjednikom Tuđmanom. No, ubrzo se razilaze zbog drukčijih političkih stavova, nakon čega pristupa Hrvatskoj narodnoj stranci. Iz HNS-a odlazi 1997. nakon pristupanja Hrvatskih nezavisnih demokrata toj stranci. 1999. objavljuje knjigu "Pogled iza ogledala" u kojoj su prikupljeni svi njegovi novinski tekstovi. Iste godine postaje član Gradskog savjeta Socijaldemokratske Partije Hrvatske. 5. siječnja 2001. imenovan je za veleposlanika Republike Hrvatske u Švicarskoj. 2002. izlazi mu knjiga "Tvoja zemlja, uspomene na 1971." Na izborima 2003. na listi SDP-a ulazi u Hrvatski sabor kao nezavisni zastupnik.
17. studenog 2005. u zgradi Hrvatskog sabora spotiče se na stepenicama i pada, pri čemu zadobiva teške ozljede glave. Bio je hospitaliziran i podvrgnut operaciji, nakon koje je pao u komu. U studenom 2007. liječnici objavljuju kako povremeno dolazi svijesti i kako mu je zdravstveno stanje stabilno. 24. rujna 2008. nakon 34 mjeseca borbe za život, preminuo je u Specijalnoj bolnici za plućne bolesti u Rockfellerovoj ulici u Zagrebu, u 72. godini života.

## Nagrade
Bio je član Hrvatske glazbene unije i Hrvatskog helsinškog odbora te osnivač Lions kluba u Šibeniku. 1995. godine dodijeljen mu je Red Danice hrvatske s likom Marka Marulića. 
Nagrada Porin dodijeljena mu je 2000. godine radi značaja njegova glazbenog djelovanja između 1959. i 1971. godine. Vukov nije prisustvovao dodijeli po uputi liječnika zbog zdravstvenih problema s kralježnicom. Govor na tadašnjoj dodijeli Porina u Makarskoj održao je hrvatski pisac i osobni prijatelj Vice Vukova, Ivo Brešan. 
"Nagrada za životno djelo grada Šibenika" postumno je Vici Vukovu dodijeljena 2009. godine, odlukom gradskog vijeća grada Šibenika.

## Osobni život
Bio je otac dvoje djece, Emila (rođ. 1962.) i Ivane (rođ. 1978.) te suprug Diane (1938.), s kojom je bio u braku od 1961. godine.

## Vanjske poveznice
- Vice Vukov: [neaktivna poveznica], Vijenac 201 - 15. studenoga 2001.
- www.samoborinfo.hr – Životopis Vice Vukova  Arhivirana inačica izvorne stranice od 4. srpnja 2015. (Wayback Machine)